# دایراس
دایراس (انگلیسی: Dyras) شرکت الکترونیک آمریکایی است، که در سال ۱۹۷۸ تأسیس شد.